# Xenochironomus tuberosus
Xenochironomus tuberosus är en tvåvingeart som beskrevs av Wang 2000. Xenochironomus tuberosus ingår i släktet Xenochironomus och familjen fjädermyggor.
Artens utbredningsområde är Hainan (Kina). Inga underarter finns listade i Catalogue of Life.